# Corball reial
El corball reial (Cynoscion regalis ) és una espècie de peix de la família dels esciènids i de l'ordre dels perciformes.

## Morfologia
- Els mascles poden assolir 98 cm de longitud total i 8.850 g de pes.[1][2]

## Reproducció
És ovípar i amb una gran fertilitat.

## Depredadors
És depredat per Petromyzon marinus i, als Estats Units, per Morone saxatilis, Pomatomus saltatrix, Carcharhinus obscurus i Raja eglanteria.

## Alimentació
Menja principalment crustacis i peixos.

## Hàbitat
És un peix de clima subtropical (17 °C-27 °C) i demersal que viu entre 10-26 m de fondària.

## Distribució geogràfica
Es troba a l'Atlàntic occidental: des de Nova Escòcia (el Canadà) fins al nord de Florida (els Estats Units).

## Ús comercial
És utilitzat fresc i congelat per a ésser menjat al vapor, fregit, rostit, al forn i al microones.

## Observacions
És inofensiu per als humans.